# Reino da Romênia
O Reino da Romênia (em romeno: Regatul României) foi uma monarquia constitucional que existiu de 25 de março [Calend. juliano: 13 de março] 1881 com a coroação do príncipe Carlos de Hohenzollern-Sigmaringen como Rei Carlos I (dando início à família real romena), até 1947 com a abdicação do Rei Miguel I e a proclamação da República Popular da Romênia pelo parlamento romeno.
De 1859 a 1877, a Romênia evoluiu de uma união pessoal de dois principados: (Moldávia e Valáquia), chamada de Unificação da Moldávia e Valáquia, também conhecida como "A Pequena União" sob um único príncipe, para um principado autônomo com uma monarquia Hohenzollern. O país conquistou sua independência do Império Otomano durante a Guerra Russo-Turca de 1877-1878 (conhecida localmente como Guerra de Independência da Romênia), após a qual foi forçado a ceder a parte sul da Bessarábia em troca do norte de Dobruja. O território do reino durante o reinado do Rei Carlos I, entre 13 (O.S.) / 25 de março de 1881 e 27 de setembro (O.S.) / 10 de outubro de 1914, é às vezes chamado de Antigo Reino Romeno, para distingui-lo da "Grande Romênia", que incluía as províncias que se tornaram parte do estado após a Primeira Guerra Mundial (Bessarábia, Banato, Bucovina e Transilvânia).
Com exceção das metades meridionais da Bucovina e da Transilvânia, esses territórios foram cedidos aos países vizinhos em 1940, sob pressão da v ou da União Soviética. Após a abolição da constituição de 1923 pelo Rei Carlos II em 1938, o Reino da Romênia se tornou uma monarquia absoluta, apenas para se tornar uma ditadura militar sob Ion Antonescu em 1940 após a abdicação forçada do Rei Carlos II, com seu sucessor, o Rei Miguel I, sendo uma figura decorativa sem poder político efetivo. O nome do país foi mudado para Romênia Legionária.
A desastrosa campanha da Segunda Guerra Mundial ao lado das potências do Eixo levou ao Golpe do Rei Miguel contra Ion Antonescu em 1944, como resultado do qual o Reino da Romênia se tornou uma monarquia constitucional novamente e mudou de lado para os Aliados, recuperando o Norte da Transilvânia. A influência da vizinha União Soviética e as políticas seguidas pelos governos de coalizão dominados pelos comunistas levaram à abolição da monarquia, com a Romênia se tornando um estado satélite soviético como República Popular da Romênia no último dia de 1947.

## História

### Unificação e monarquia
A ascensão de Alexandre João Cuza em 1859 como príncipe da Moldávia e da Valáquia sob a suserania nominal   do Império Otomano uniu uma nação identificávelmente romena sob um único governante. Em 24 de janeiro (O.S.) / 5 de fevereiro de 1862, os dois principados foram formalmente unidos para formar o Principado da Romênia, com Bucareste como sua capital. 
Em 11 (O.S.) / 23 de fevereiro de 1866, uma chamada "coalizão monstruosa", composta por conservadores e liberais radicais, forçou Cuza a abdicar. O príncipe alemão Carlos de Hohenzollern-Sigmaringen foi nomeado Príncipe da Romênia, numa tentativa de garantir o apoio alemão à unidade e à futura independência. Ele imediatamente adotou a grafia romena de seu nome, Carlos, e seus descendentes cognáticos governariam a Romênia até a queda da monarquia em 1947. 
Por mais de uma década após a união formal dos dois principados, a Romênia ainda era nominalmente vassala do Império Otomano. No entanto, isso se tornou cada vez mais uma ficção jurídica. A Romênia tinha sua própria bandeira e hino e, a partir de 1867, também tinha sua própria moeda. Após a Guerra Russo-Turca de 1877-1878, a Romênia foi reconhecida como um estado independente pelo Tratado de Berlim de 1878 e adquiriu Dobruja, embora tenha sido forçada a entregar o sul da Bessarábia (Bujaque) à Rússia. Em 15 de março de 1881, como uma afirmação de soberania total, o parlamento romeno elevou o país ao status de reino, e Carlos foi coroado rei em 10 de maio. 

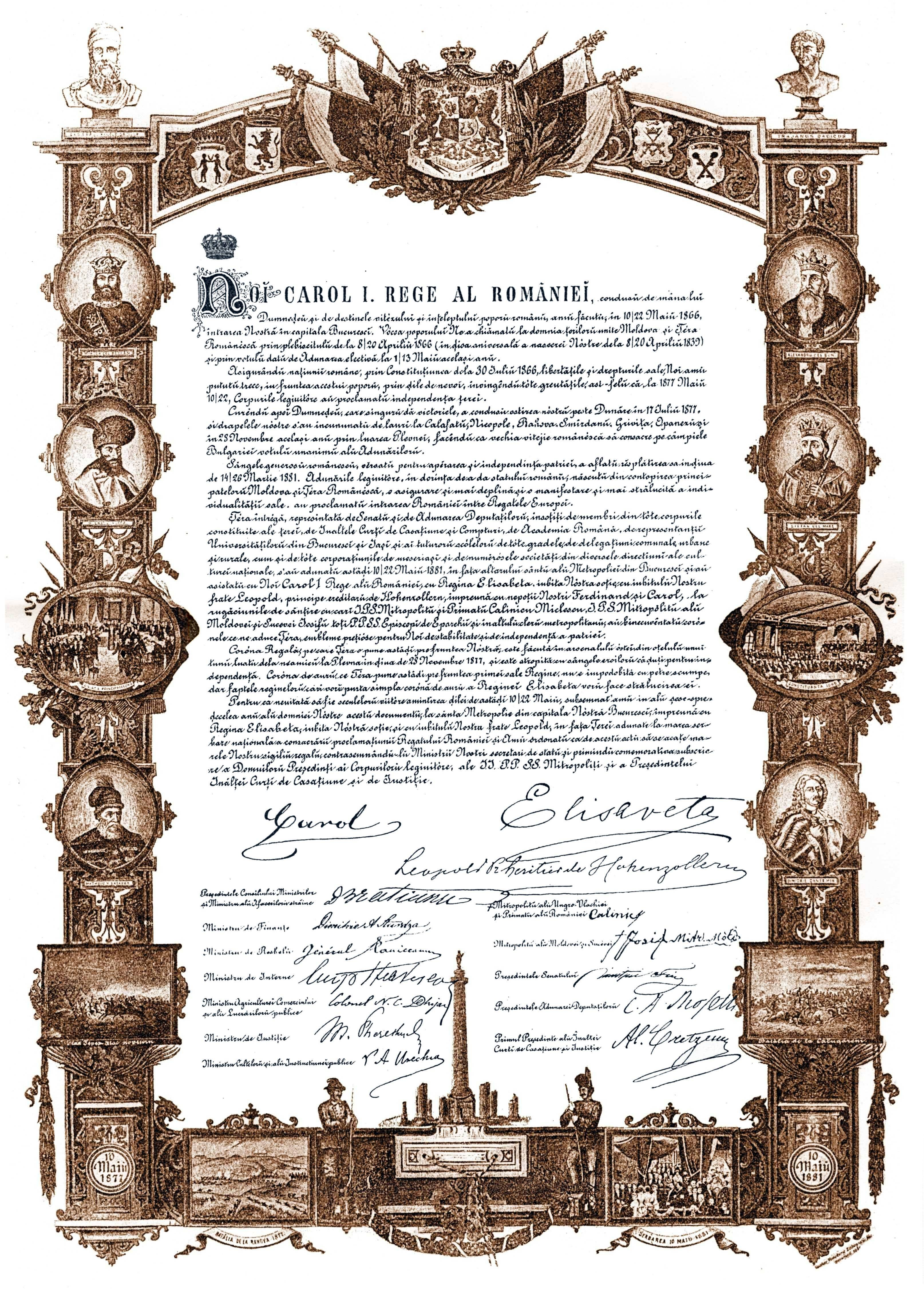
Ato de Proclamação do Reino da Romênia

O novo estado, espremido entre os impérios Otomano, Austro-Húngaro e Russo, com populações eslavas nas suas fronteiras sudoeste, sul e nordeste, o Mar Negro a leste e vizinhos húngaros nas suas fronteiras oeste e noroeste, olhava para o Ocidente, particularmente para a França, para os seus modelos culturais, educacionais e administrativos.  
Abstendo-se da Guerra Balcânica Inicial contra o Império Otomano, o Reino da Romênia entrou na Segunda Guerra Balcânica em junho de 1913 contra o Czarado da Bulgária. 330.000 soldados romenos cruzaram o Danúbio e entraram na Bulgária. Um exército ocupou o sul de Dobruja e outro avançou para o norte da Bulgária para ameaçar Sófia, ajudando a pôr fim à guerra. A Romênia adquiriu assim o território etnicamente misto do sul de Dobruja, que desejava há anos. 
Em 1916, a Romênia entrou na Primeira Guerra Mundial ao lado da Entente. A Romênia se envolveu em um conflito contra a Bulgária, mas como resultado as forças búlgaras, após uma série de batalhas bem-sucedidas, recuperaram Dobruja, que havia sido previamente cedida à Bulgária pelo tratado de Bucareste e pelo congresso de Berlim. Embora as forças romenas não tenham se saído bem militarmente, ao final da guerra os impérios austríaco e russo haviam desaparecido; várias assembleias proclamadas como corpos representativos na Transilvânia, Bessarábia e Bucovina decidiram pela união com a Romênia. Em 1919, pelo Tratado de Saint-Germain e em 1920, pelo Tratado de Trianon, a maioria dos territórios reivindicados foi atribuída à Romênia. 

### Reino Antigo (1881–1918)
O Antigo Reino Romeno (em romeno: Vechiul Regat ou apenas Regat; em alemão: Regat  ou Altreich) é um termo coloquial que se refere ao território coberto pelo primeiro estado-nação romeno independente, que era composto pelos Principados do Danúbio – Valáquia e Moldávia. Isso foi alcançado quando, sob os auspícios do Tratado de Paris (1856), os Divãs ad hoc de ambos os países – que estavam sob a suserania imperial otomana na época – votaram em Alexandre João Cuza como seu príncipe, alcançando assim uma unificação de facto. A região em si é definida pelo resultado desse ato político, seguido pela inclusão da Dobruja do Norte em 1878, a proclamação do Reino da Romênia em 1881 e a anexação da Dobruja do Sul em 1913. 

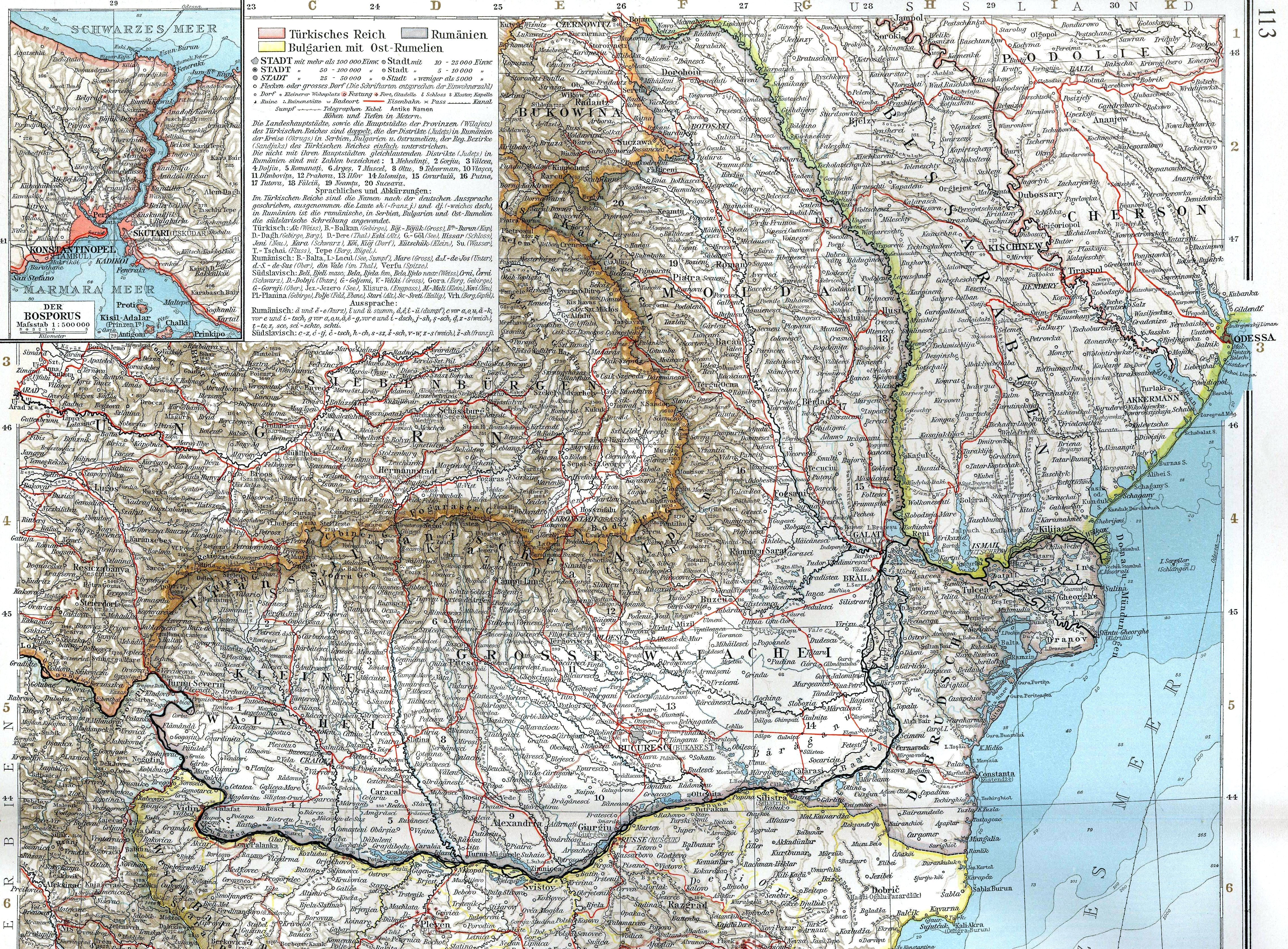
Mapa alemão da Romênia de 1901

O termo entrou em uso após a Primeira Guerra Mundial, quando o Antigo Reino se opôs à Grande Romênia, que incluía a Transilvânia, Banat, Bessarábia e Bucovina. Hoje em dia, o termo tem relevância principalmente histórica e é usado como um termo comum para todas as regiões da Romênia incluídas tanto no Império Antigo quanto nas fronteiras atuais (ou seja: Valáquia, Moldávia e Dobruja do Norte). 

### Primeira Guerra Mundial
A Romênia demorou a entrar na Primeira Guerra Mundial, mas acabou declarando guerra às Potências Centrais em 1916. A campanha militar romena terminou em impasse quando as Potências Centrais rapidamente esmagaram a ofensiva do país na Transilvânia e ocuparam a Valáquia e Dobruja, incluindo Bucareste e os campos de petróleo estrategicamente importantes, até o final de 1916. Em 1917, apesar da feroz resistência romena, especialmente na Batalha de Mărășești, devido à retirada da Rússia da guerra após a Revolução de Outubro, a Romênia, estando quase completamente cercada pelas Potências Centrais, foi forçada a também se retirar da guerra, assinando o Armistício de Focșani e no ano seguinte, em maio de 1918, o Tratado de Bucareste. Mas após a ofensiva bem-sucedida na frente de Tessalônica, que tirou a Bulgária da guerra, o governo da Romênia rapidamente reassumiu o controle e colocou um exército de volta em campo em 10 de novembro de 1918, um dia antes do fim da guerra na Europa Ocidental. Após a proclamação da união da Transilvânia com o Reino da Romênia em 1º de dezembro de 1918 pelos representantes dos romenos da Transilvânia reunidos em Alba Iulia, a Transilvânia logo foi unida ao Reino, assim como a Bessarábia no início de 1918, já que o vácuo de poder na Rússia causado pela guerra civil permitiu que o Sfatul Țării, ou Conselho Nacional, proclamasse a união da Bessarábia com a Romênia. A guerra com a República Soviética Húngara em 1919 resultou na ocupação de Budapeste pelas tropas romenas e no fim do regime bolchevique de Béla Kun. 

### Grande Romênia

#### União com a Bessarábia, Bucovina e Transilvânia
Na Conferência de Paz de Paris, a Romênia recebeu os territórios da Transilvânia, parte de Banat e outros territórios da Hungria, bem como a Bessarábia (Moldávia Oriental entre os rios Prut e Dniester) e a Bucovina. No Tratado de Trianon, a Hungria renunciou em favor da Romênia a todas as reivindicações da Monarquia Austro-Húngara sobre a Transilvânia.  A união da Roménia com a Bucovina foi ratificada em 1919 no Tratado de Saint Germain,  e em 1920 algumas das potências ocidentais reconheceram o domínio romeno sobre a Bessarábia pelo Tratado de Paris.  Assim, a Romênia em 1920 era mais que o dobro do tamanho que tinha em 1914. A última mudança territorial durante esse período ocorreu em 1923, quando alguns acordos de fronteira foram trocados entre a Romênia e o Reino dos Sérvios, Croatas e Eslovenos. A aquisição romena mais notável foi a cidade de Jimbolia, enquanto a aquisição iugoslava mais notável foi a cidade de Jaša Tomić.  

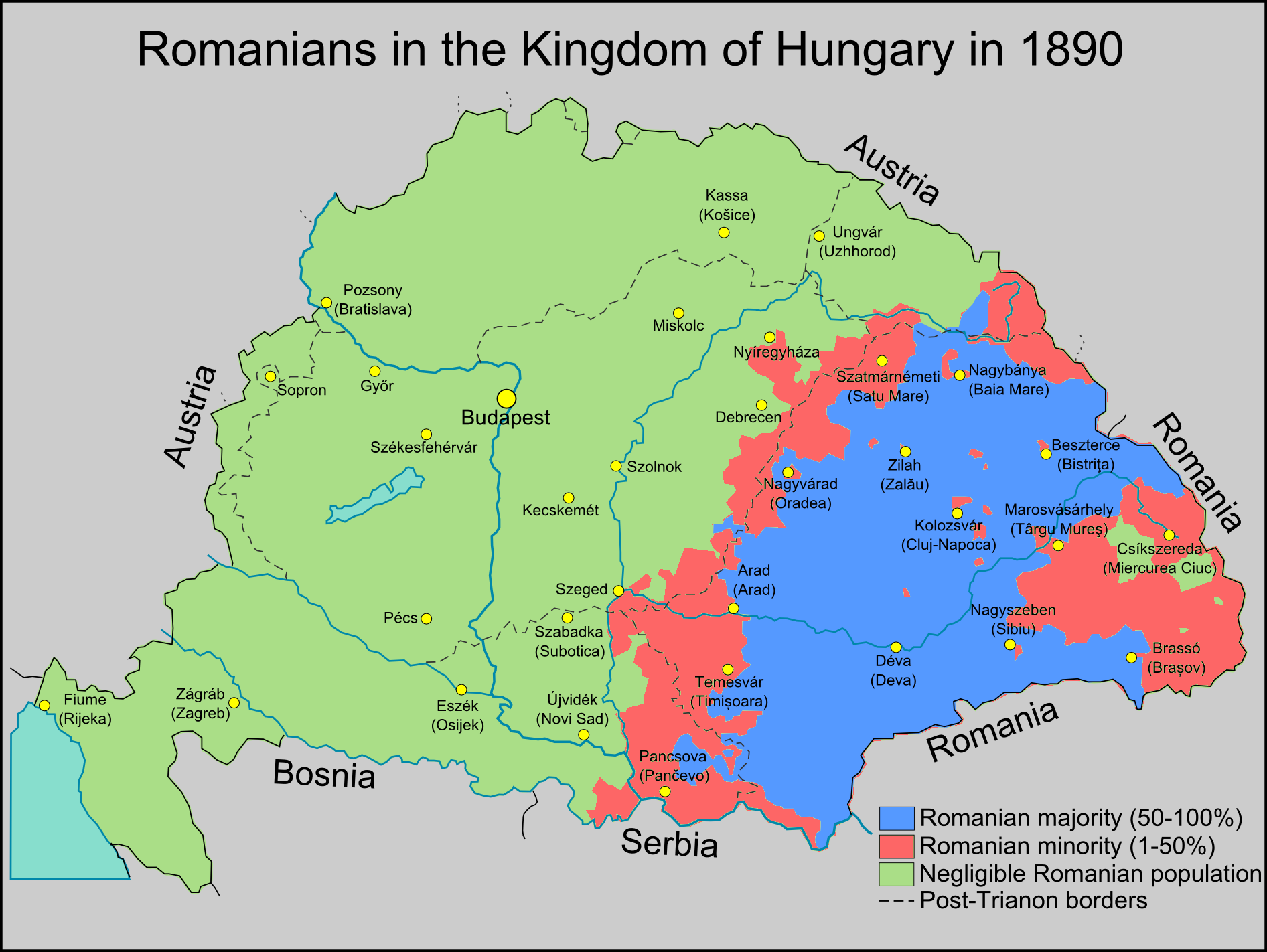
Mapa étnico dos romenos no Reino da Hungria em 1890

A Romênia não fez mais reivindicações territoriais; no entanto, a expansão do reino despertou inimizade de vários de seus vizinhos, incluindo a Bulgária, a União Soviética e, especialmente, a Hungria. [a] A Grande Romênia agora tinha uma população minoritária significativa, especialmente de húngaros, e enfrentava a dificuldade de assimilação. A Transilvânia tinha uma população húngara e alemã significativa, que estavam acostumadas a ser a estrutura de poder; com um histórico desprezo atitude em relação aos romenos, eles agora temiam represálias. Ambos os grupos foram efetivamente excluídos da política quando o regime do pós-guerra aprovou um decreto determinando que todo o pessoal empregado pelo estado deveria falar romeno. O novo estado também era altamente centralizado, então era improvável que as minorias húngara ou alemã exercessem influência política sem conexões pessoais no governo de Bucareste. Apesar dessas políticas, o governo romeno permitiu que alemães e húngaros tivessem liberdade para ter escolas, publicações e audiências judiciais separadas em seus respectivos idiomas. Esses direitos não foram estendidos a outras minorias, em particular aos judeus. 

#### Os anos entreguerras
A Grande União resultante não sobreviveu à Segunda Guerra Mundial. Até 1938, os governos da Romênia mantiveram a forma, embora nem sempre a substância, de uma monarquia constitucional liberal. O Partido Nacional Liberal, dominante nos anos imediatamente posteriores à Primeira Guerra Mundial, tornou-se cada vez mais clientelista e nacionalista e, em 1927, foi suplantado no poder pelo Partido Nacional dos Camponeses. Entre 1930 e 1940, houve mais de 25 governos separados; em diversas ocasiões nos últimos anos antes da Segunda Guerra Mundial, a rivalidade entre a Guarda de Ferro fascista e outros grupos políticos se aproximou do nível de uma guerra civil. 
Após a morte do Rei Fernando em 1927, seu filho, o Príncipe Carlos, foi impedido de sucedê-lo por causa de escândalos conjugais anteriores que resultaram em sua renúncia aos direitos ao trono. Depois de viver três anos no exílio, com seu irmão Nicolae servindo como regente e seu filho Miguel como rei, Carlos mudou de ideia e, com o apoio do Partido Nacional dos Camponeses, retornou e se proclamou rei.
Iuliu Maniu, líder do Partido Nacional dos Camponeses, planejou o retorno de Carlos com base na promessa de que abandonaria sua amante Magda Lupescu, e a própria Lupescu concordou com o acordo. Entretanto, ficou claro no primeiro reencontro de Carlos com sua ex-esposa, Helena, que ele não tinha interesse em uma reconciliação com ela, e Carlos logo providenciou o retorno de Magda Lupescu para o seu lado. Sua impopularidade foi um peso para Carlos durante o resto de seu reinado, principalmente porque ela era amplamente vista como sua mais próxima conselheira e confidente. Maniu e o seu Partido Nacional Camponês partilhavam os mesmos objectivos políticos gerais da Guarda de Ferro: ambos lutavam contra a corrupção e as políticas ditatoriais do Rei Carlos II e do Partido Nacional Liberal. 
A Grande Depressão mundial que começou em 1929 e também esteve presente na Romênia desestabilizou o país. O início da década de 1930 foi marcado por agitação social, alto desemprego e greves. Em vários casos, o governo romeno reprimiu violentamente greves e tumultos, principalmente a greve dos mineiros de 1929 em Valea Jiului e a greve nas oficinas ferroviárias de Grivița. Em meados da década de 1930, a economia romena se recuperou e a indústria cresceu significativamente, embora cerca de 80% dos romenos ainda estivessem empregados na agricultura. A influência económica e política francesa foi predominante no início da década de 1920, mas depois a Alemanha tornou-se mais dominante, especialmente na década de 1930. 

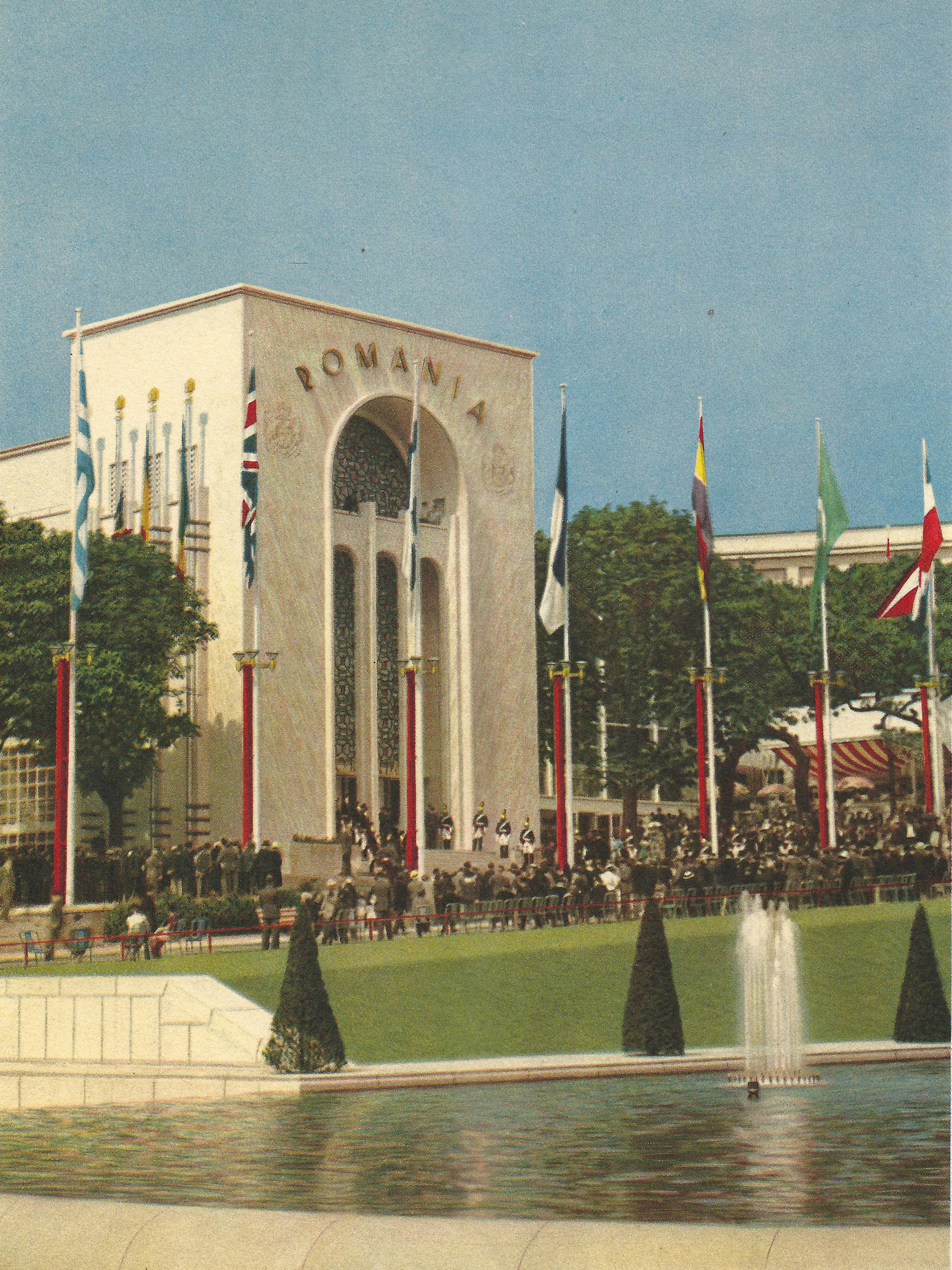
Pavilhão romeno na EXPO Paris 1937

À medida que a década de 1930 avançava, a já instável democracia da Romênia deteriorou-se lentamente em direção a uma ditadura fascista. A constituição de 1923 deu ao rei liberdade para dissolver o parlamento e convocar eleições quando quisesse; como resultado, a Romênia teve mais de 25 governos em uma única década. 
Cada vez mais, esses governos foram dominados por uma série de partidos antissemitas, ultranacionalistas e, em sua maioria, quase fascistas. O Partido Nacional Liberal tornou-se gradualmente mais nacionalista do que liberal, mas mesmo assim perdeu seu domínio sobre a política romena. Foi eclipsado por partidos como o (relativamente moderado) Partido Nacional dos Camponeses e seu braço mais radical, a Frente Romena, a Liga de Defesa Nacional-Cristã (LANC) e a Guarda de Ferro. Em 1935, o LANC se fundiu com o Partido Agrário Nacional para formar o Partido Cristão Nacional (NCP). A quase mística Guarda de Ferro fascista foi um desdobramento anterior do LANC que, ainda mais do que esses outros partidos, explorou sentimentos nacionalistas, medo do comunismo e ressentimento pela suposta dominação estrangeira e judaica da economia. 
A Guarda de Ferro já havia adotado a política de assassinato, e vários governos reagiram mais ou menos da mesma forma. Em 10 de dezembro de 1933, o primeiro-ministro liberal Ion Duca "dissolveu" a Guarda de Ferro, prendendo milhares; consequentemente, 19 dias depois, ele foi assassinado por legionários da Guarda de Ferro. 
Ao longo da década de 1930, esses partidos nacionalistas tiveram uma relação de desconfiança mútua com o Rei Carlos II. No entanto, em dezembro de 1937, o rei nomeou o líder do Partido Nacional Cristão, o poeta Octavian Goga, como primeiro-ministro do primeiro governo fascista da Romênia. Nessa época, Carlos se encontrou com Adolf Hitler, que expressou seu desejo de ver um governo romeno liderado pela Guarda de Ferro pró-nazista. Em vez disso, em 10 de fevereiro de 1938, o Rei Carlos II aproveitou a ocasião de um insulto público de Goga a Lupescu como desculpa para demitir o governo e instituir uma ditadura real de curta duração, sancionada 17 dias depois por uma nova constituição sob a qual o rei nomeou pessoalmente não apenas o primeiro-ministro, mas todos os ministros. 
Em abril de 1938, o Rei Carlos mandou prender e aprisionar o líder da Guarda de Ferro, Corneliu Zelea Codreanu (também conhecido como "O Capitão"). Na noite de 29 para 30 de novembro de 1938, Codreanu e vários outros legionários foram mortos enquanto supostamente tentavam escapar da prisão. É geralmente aceito que não houve nenhuma tentativa de fuga, mas que eles foram assassinados em retaliação a uma série de assassinatos cometidos por comandos da Guarda de Ferro. 
A ditadura real foi breve. Em 7 de março de 1939, um novo governo foi formado com Armand Călinescu como primeiro-ministro; em 21 de setembro de 1939, três semanas após o início da Segunda Guerra Mundial, Călinescu, por sua vez, também foi assassinado por legionários que vingavam o assassinato de Codreanu. 

### Segunda Guerra Mundial
Durante a Segunda Guerra Mundial, o Reino da Romênia teve um papel complexo e marcado por mudanças de aliança. Inicialmente neutro, o país foi pressionado por forças externas e internas, resultando em significativas perdas territoriais e reorientações políticas.
Em 1939, a Alemanha e a União Soviética assinaram o Pacto Molotov-Ribbentrop, que estipulava, entre outras coisas, o "interesse" soviético na Bessarábia. Após as perdas territoriais da Bessarábia e a Bucovina do Norte à União Soviética, a Transilvânia Setentrional para a Hungria (através do Segundo Arbitramento de Viena) e a Dobruja do Sul para a Bulgária em 1940 e o seu crescente crescimento impopular, Carlos foi obrigada a abdicar, ascendendo seu filho, Miguel I, e a nomear o general Ion Antonescu como o novo primeiro-ministro com plenos poderes para governar o estado por decreto real. 
A Romênia então alinhou-se com as Potências do Eixo, tornando-se aliada da Alemanha Nazista. Em 1941, participou da invasão da União Soviética, com o objetivo de recuperar os territórios perdidos. Tropas romenas estiveram ativamente envolvidas em campanhas no fronte oriental, incluindo as batalhas de Odessa e Stalingrado. Durante esse período, o regime colaborou com o Holocausto, sendo responsável pela perseguição e morte de centenas de milhares de judeus e ciganos. Com o avanço das forças soviéticas, a situação militar da Romênia deteriorou-se. Em 23 de agosto de 1944, o rei Miguel I liderou um golpe de Estado que depôs Antonescu e declarou guerra à Alemanha. A Romênia passou então a lutar ao lado dos Aliados até o final do conflito. 
Apesar da mudança de lado, o país sofreu pesadas perdas humanas e materiais, e foi ocupado pelo Exército Vermelho. Ao término da guerra, a Romênia teve a maior parte de seus territórios restaurados, exceto a Bessarábia e a Bucovina do Norte, que permaneceram sob controle soviético. O período pós-guerra marcou o início da crescente influência soviética no país, que levaria, poucos anos depois, à abolição da monarquia e à instauração do regime comunista. 

### Reino do pós-guerra (1945–1947)
O rei Miguel I permaneceu no trono, mas seu poder foi gradualmente esvaziado com a formação de um governo dominado por comunistas, apoiado pelos soviéticos. Entre 1945 e 1947, o regime real tornou-se meramente simbólico, enquanto o Partido Comunista Romeno consolidava o controle sobre o Estado, reprimindo a oposição e promovendo reformas alinhadas ao modelo soviético. 
Em 30 de dezembro de 1947, sob forte pressão das autoridades comunistas e da presença soviética, o rei Miguel I foi forçado a abdicar do trono. Nesse mesmo dia, a monarquia foi formalmente abolida, e a República Popular da Romênia foi proclamada. O rei foi exilado, e o período monárquico chegou ao fim. 

## Economia

### Era pré-reino até a Primeira Guerra Mundial
Na época da proclamação do Reino, já existiam no país diversas instalações industriais: os moinhos a vapor de Assan e Olamazu, construídos em 1853 e 1862, respectivamente, uma fábrica de tijolos construída em 1865 e duas fábricas de açúcar construídas em 1873, entre outras. Em 1857, a primeira refinaria de petróleo do mundo foi construída em Ploiești.  Em 1880, após a construção de diversas ferrovias, a CFR foi fundada. Após a proclamação do Reino, as instalações industriais pré-estabelecidas começaram a ser altamente desenvolvidas: mais seis fábricas de açúcar maiores foram construídas e a rede ferroviária foi expandida ainda mais. Outra fábrica de tijolos mais moderna foi construída em 1891. 

### Agricultura
Apesar de todas estas conquistas industriais, a esmagadora maioria da economia da Roménia permaneceu agrícola.  Em 1919, impressionantes 72% dos romenos estavam envolvidos na agricultura. O campesinato romeno estava entre os mais pobres da região, situação agravada por uma das maiores taxas de natalidade da Europa. A agricultura era primitiva e máquinas e fertilizantes químicos eram quase desconhecidos. O Regat (Romênia pré-guerra) era tradicionalmente uma terra de grandes propriedades cultivadas por camponeses que tinham pouca ou nenhuma terra própria. A situação na Transilvânia e na Bessarábia era um pouco melhor. Depois que os apelos dos camponeses por uma reforma agrária se transformaram em uma avalanche, o Rei Ferdinando teve que atender, especialmente depois que a Revolução Russa encorajou os camponeses a tomarem a questão em suas próprias mãos. Contudo, a reforma agrária aprovada em 1921 pouco conseguiu. Grandes proprietários de terras ainda controlavam até 30% das terras da Romênia, incluindo as florestas das quais os camponeses dependiam para obter combustível. As parcelas redistribuídas eram invariavelmente pequenas demais para alimentar seus proprietários e a maioria dos camponeses não conseguia superar sua tradição de cultivar grãos em vez de culturas comerciais. Nada foi feito para remediar problemas básicos como a superpopulação rural e o atraso tecnológico. Animais de tração eram raros, sem falar nas máquinas; a produtividade real era pior do que antes. A agricultura romena teve dificuldades no mercado internacional,  e com o início da Grande Depressão, entrou em colapso total. 

### Expansão e crescimento
O PIB da Roménia em 1913 à taxa de câmbio de 1990 ascendeu a 11,7 bilhões de dólares.  No entanto, o dólar de 1990 era 9,27 vezes mais fraco que o dólar de 1938.  Assim, o PIB da Roménia em 1913, à taxa de câmbio de 1938, ascendeu a 1,262 bilhões de dólares.
O PIB romeno de 1938 foi de 387.204 bilhões de lei, com um PIB per capita de 20.487 lei e uma população estimada de 18,9 milhões.  A taxa de câmbio média de 1938 foi de 1 leu por US$ 0,00732.  O PIB da Roménia em 1938 ascendeu assim a 2.834 bilhões de dólares.
A dívida pública da Romênia em 1 de Abril de 1938 ascendia a 112.267.290.144 lei, dos quais 78.398.078.964 lei consistiam em dívida externa.  A dívida pública total chegou a 29% do PIB da Romênia em 1938, enquanto a dívida externa pública chegou a pouco mais de 20%.

### Desenvolvimento industrial

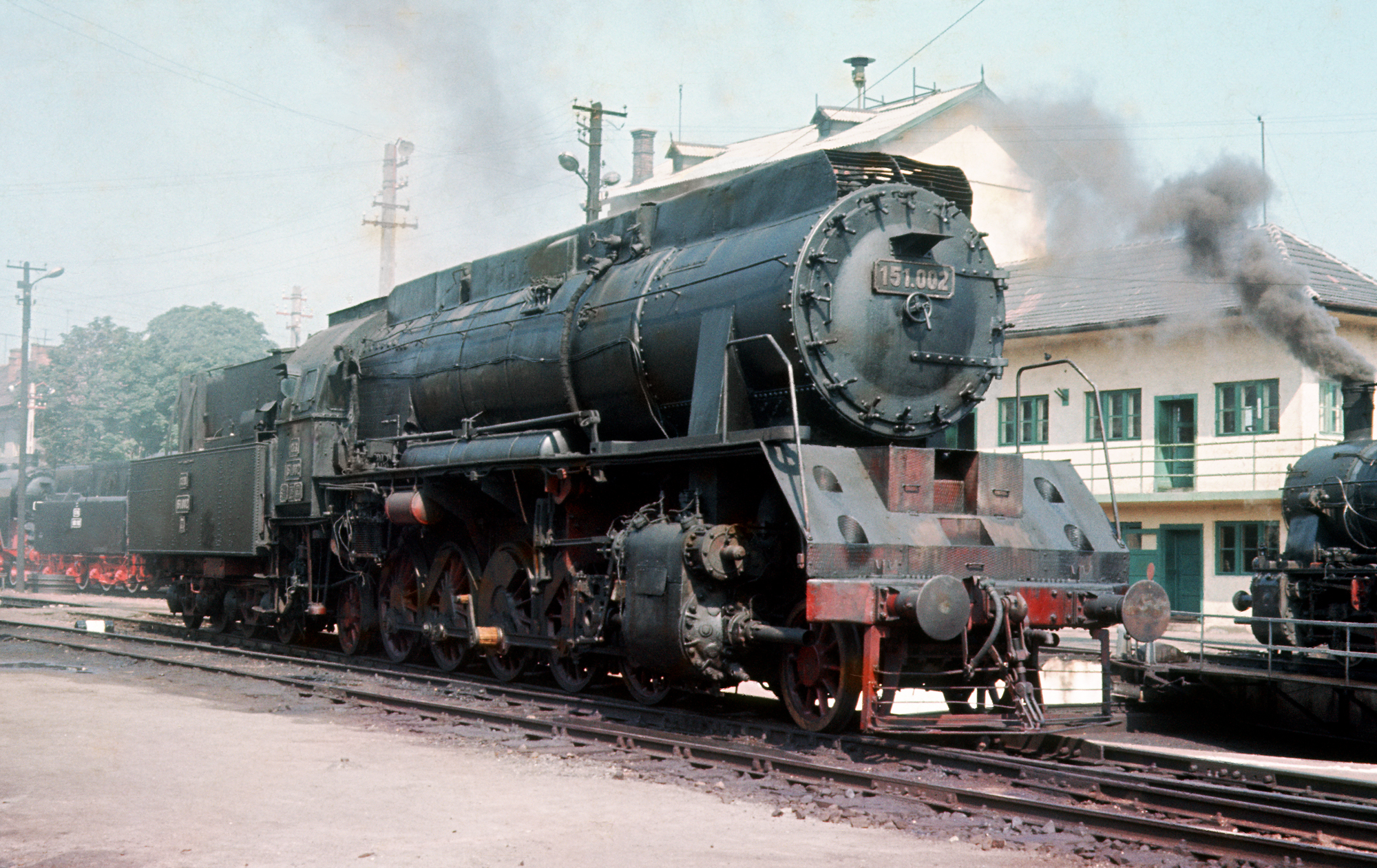
A Malaxa Prime, uma locomotiva de aço forjado de fabricação romena

Apesar da destruição provocada pela Primeira Guerra Mundial, a indústria romena conseguiu um crescimento significativo, como resultado de novos estabelecimentos e do desenvolvimento dos mais antigos. A empresa de engenharia industrial e fabricação MALAXA foi fundada em 1921 pelo industrial romeno Nicolae Malaxa e lidava especialmente com manutenção e fabricação de material rodante.  Ela se desenvolveu rapidamente e, em 1930, a Romênia conseguiu parar de importar locomotivas completamente, com todo o material rodante necessário sendo fornecido pela indústria local. As instalações industriais adquiridas junto com as novas províncias, como as obras de Reșița, também contribuíram para o rápido desenvolvimento da indústria pesada romena. Outros estabelecimentos importantes foram a fábrica Copșa Mică, produtora de metais não ferrosos, e a Empresa Óptica Romena. A construção também se desenvolveu, à medida que grandes monumentos como a Cruz Caraiman (1928), o Arcul de Triumf (1936) e o Mausoléu de Mărășești (1938) foram erguidos. A indústria petrolífera também se expandiu bastante, tornando a Romênia um dos maiores exportadores de petróleo no final da década de 1930, o que também atraiu o interesse alemão e italiano. 
Em 1938, a Romênia produziu 6,6 milhões de toneladas de petróleo bruto, 284.000 toneladas de aço bruto, 133.000 toneladas de ferro-gusa, 510.000 toneladas de cimento e 289.000 toneladas de aço laminado. 

### Indústria de armamento

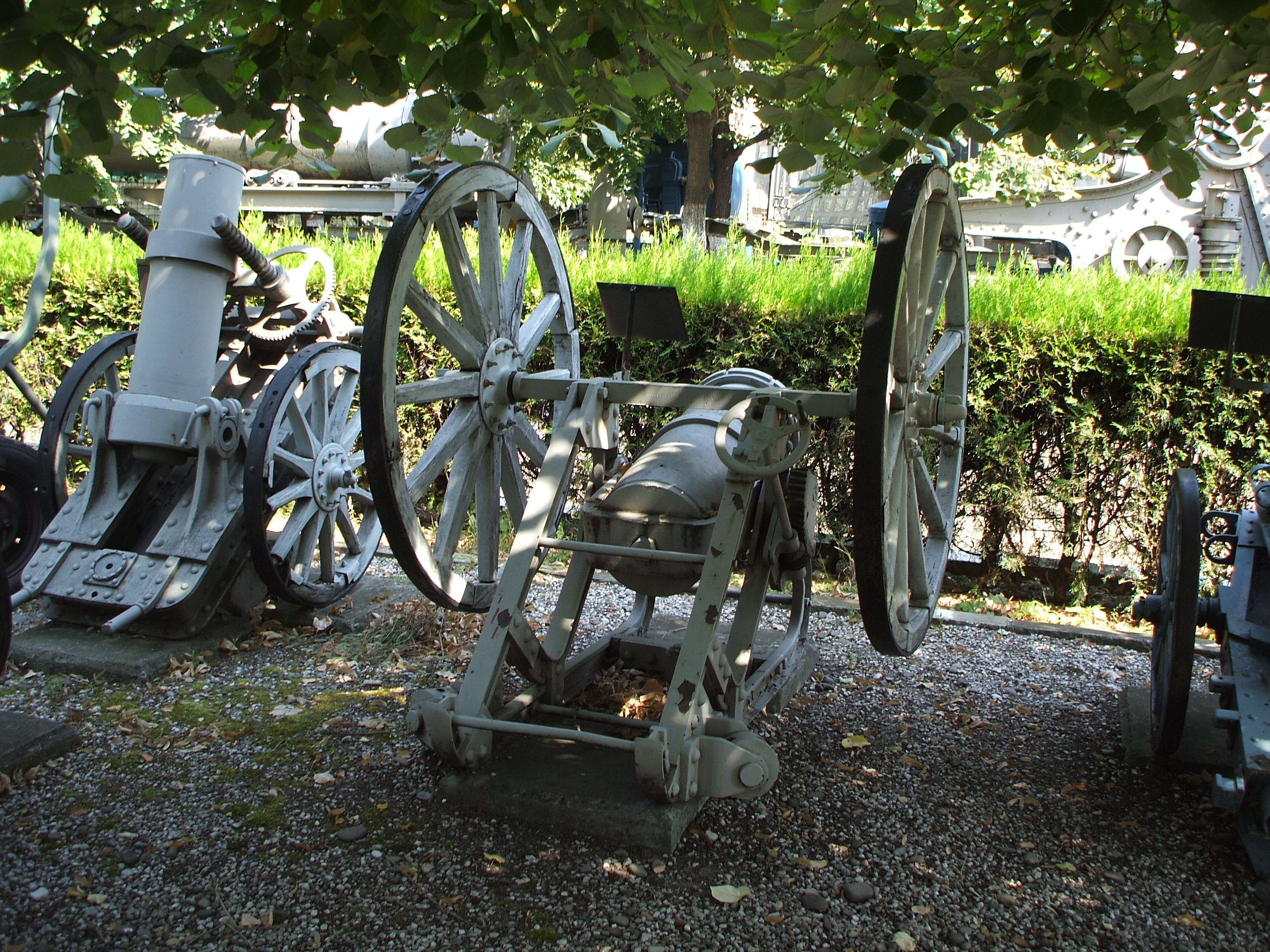
Morteiro Negrei de 250 mm

A indústria militar romena durante a Primeira Guerra Mundial concentrou-se principalmente na conversão de diversos canhões de fortificação em artilharia de campo e antiaérea. Até 334 canhões alemães Fahrpanzer de 53 mm, 93 canhões franceses Hotchkiss de 57 mm, 66 canhões Krupp de 150 mm e dezenas de outros canhões de 210 mm foram montados em reparos fabricados na Romênia e transformados em artilharia de campo móvel, sendo que 45 canhões Krupp de 75 mm e 132 Hotchkiss de 57 mm foram convertidos em artilharia antiaérea. Os romenos também modernizaram 120 obuses Krupp alemães de 105 mm, resultando no obus de campanha mais eficaz da Europa naquela época. A Romênia conseguiu inclusive projetar e construir do zero seu próprio modelo de morteiro, o Negrei de 250 mm, Modelo 1916.  Outros avanços tecnológicos romenos incluem a construção do Vlaicu III, o primeiro avião do mundo feito de metal. A Marinha Romena possuía os maiores navios de guerra no Danúbio — uma classe de quatro monitores fluviais, construídos localmente no estaleiro de Galați com peças fabricadas na Áustria-Hungria, sendo o primeiro lançado o Lascăr Catargiu, em 1907.   Os monitores romenos deslocavam quase 700 toneladas, estavam armados com três canhões navais de 120 mm em três torres, dois obuses navais de 120 mm, quatro canhões antiaéreos de 47 mm e duas metralhadoras de 6,5 mm.  Esses monitores participaram da Batalha de Turtucaia e da Primeira Batalha de Cobadin. O obus Schneider de 150 mm Modelo 1912, de projeto romeno, foi considerado uma das peças de artilharia de campanha mais modernas da Frente Ocidental. 

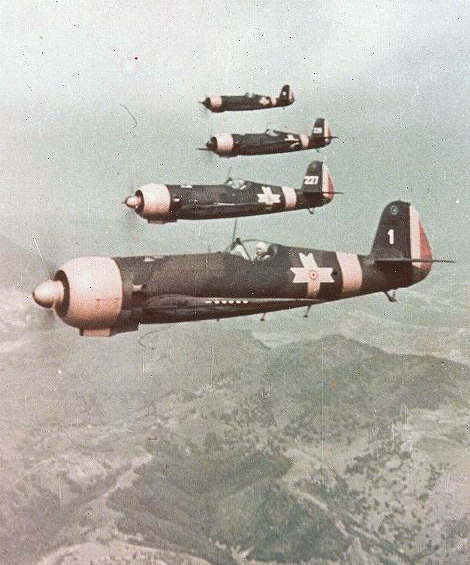
Uma formação de aeronaves de caça IAR-80

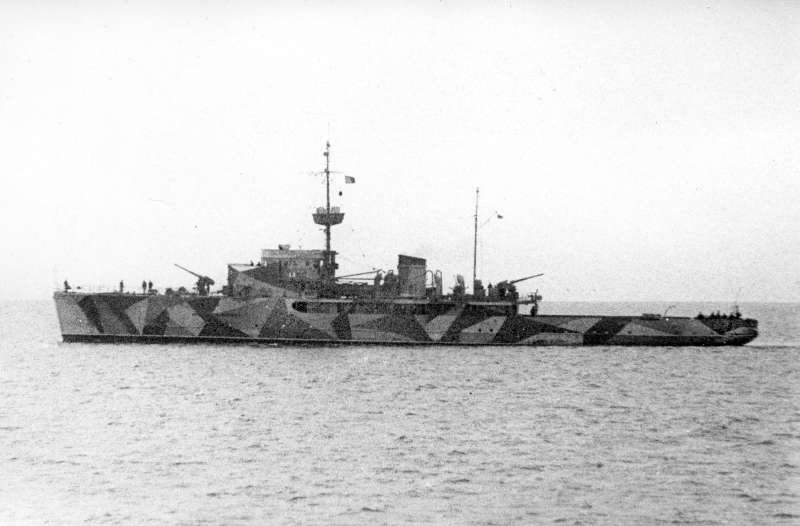
Camada de mina NMS Almirante Murgescu

A indústria de armamentos da Romênia foi amplamente expandida durante o período entre guerras e a Segunda Guerra Mundial. Novas fábricas foram construídas, como a Industria Aeronautică Română e a Societatea Pentru Exploatări Tehnice, que produziram centenas de aeronaves de projeto nacional, como os modelos IAR 37, IAR 80 e SET 7. Antes da guerra, a Romênia adquiriu da França a licença para produzir centenas de morteiros Brandt Mle 27/31 e Brandt Mle 1935, com centenas adicionais fabricados durante o conflito.  Também obteve a licença para produzir 140 canhões antitanque Schneider de 47 mm na fábrica Concordia, com 118 unidades produzidas entre 26 de maio de 1939 e 1º de agosto de 1940, e centenas mais durante a guerra.   Esses canhões deveriam ser rebocados por veículos blindados Malaxa Tip UE, fabricados desde o final de 1939 na fábrica Malaxa sob licença francesa, com um total de 126 unidades produzidas até março de 1941. Em 1938, a Romênia adquiriu licença da Tchecoslováquia para produzir a metralhadora ZB vz. 30, com 5.000 unidades fabricadas na fábrica de armas de Cugir até o início da Operação Barbarossa, em junho de 1941.  A licença para produzir o tanque leve R-1 também foi obtida, mas apenas um protótipo foi construído localmente.  A Romênia adquiriu licença da Alemanha em 1938 para fabricar 360 canhões antiaéreos Rheinmetall de 37 mm, mas apenas 102 foram produzidos até maio de 1941.  Também obteve licença britânica para fabricar 100 canhões antiaéreos Vickers Modelo 1931 de 75 mm na fábrica de Reșița. A primeira bateria, com 6 canhões, entrou em serviço em 1º de agosto de 1939, e outros 100 foram produzidos durante a guerra, totalizando 200 unidades.  Em 14 de junho, a Romênia lançou ao mar o primeiro navio de guerra construído localmente, o navio lançador de minas NMS Amiral Murgescu.
Durante a guerra, a Romênia copiou e produziu centenas de morteiros soviéticos M1938,  além de projetar e fabricar até 400 canhões antitanque Reșița Modelo 1943 de 75 mm. Entre as armas de infantaria projetadas e produzidas pela Romênia nesse período, destacam-se a submetralhadora Orița M1941 e o lança-chamas Argeș. No setor de blindados, a Romênia construiu 30 unidades do Vănătorul de care R-35,  34 destróieres de tanques TACAM T-60, 21 TACAM R-2, além de ter reconstruído 34 tratores blindados soviéticos Komsomolets capturados.  Alguns veículos protótipos também foram desenvolvidos, como o destruidor de tanques Mareșal, considerado a inspiração para o modelo alemão Hetzer,  um tanque Renault R-35 com torre T-26,  e um trator de artilharia conhecido como T-1. Entre os navios de guerra construídos, destacam-se os submarinos NMS Rechinul e NMS Marsuinul, uma classe de quatro varredores de minas, seis lanchas torpedeiras de design holandês  e dois canhoneiros. 

## Demografia

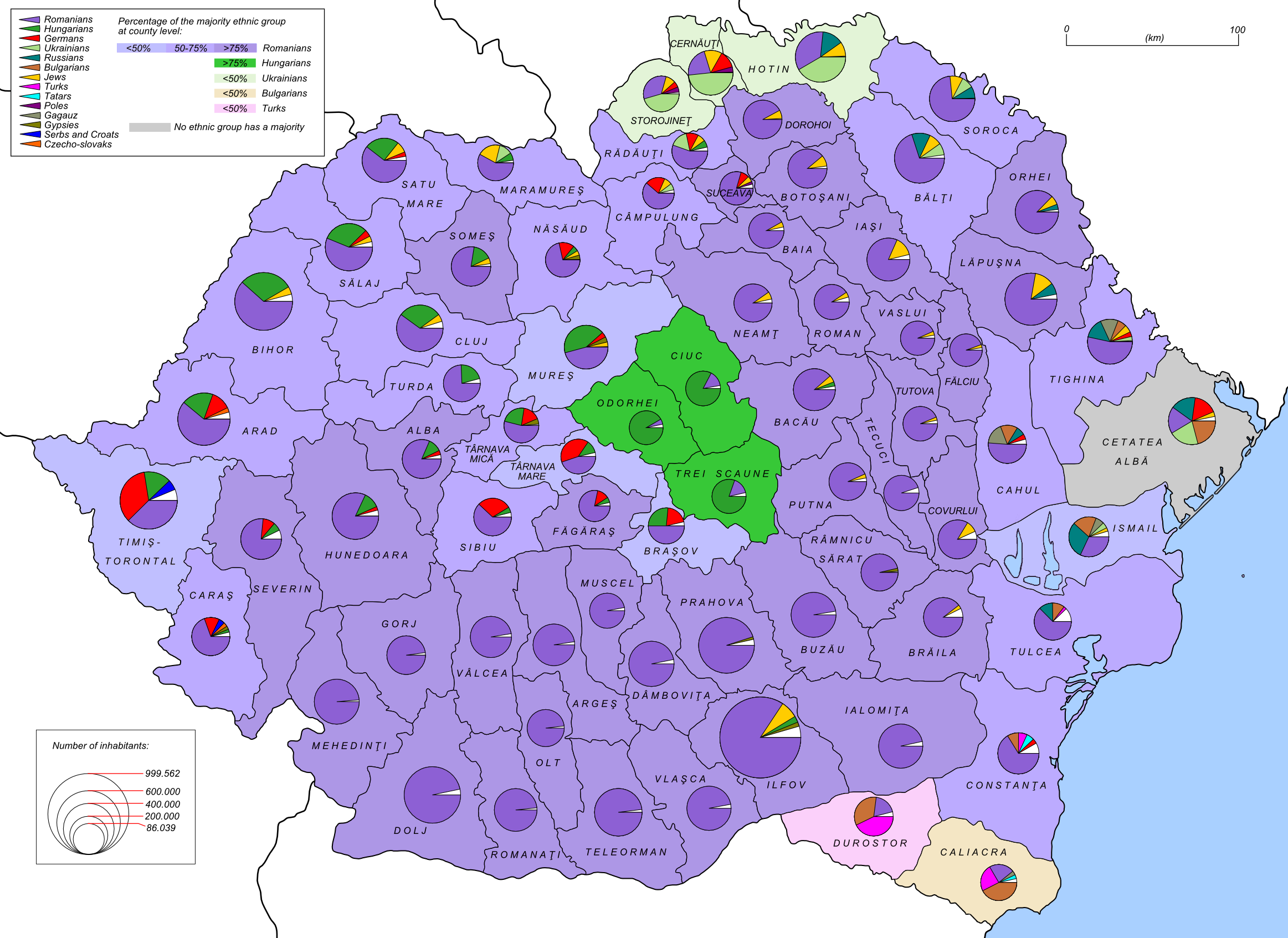
Mapa étnico (censo de 1930)

De acordo com o censo romeno de 1930, a Romênia tinha uma população de 18.057.028 habitantes. Os romenos representavam 71,9% da população e 28,1% da população eram minorias étnicas.
| Etnia                        | Total      | %    |
| ---------------------------- | ---------- | ---- |
| Romenos                      | 12,981,324 | 71.9 |
| Húngaros                     | 1,425,507  | 7.9  |
| Alemães                      | 745,421    | 4.1  |
| Judeus                       | 728,115    | 4    |
| Rutenos e Ucranianos         | 582,115    | 3.2  |
| Russos                       | 409,150    | 2.3  |
| Búlgaros                     | 366,384    | 2    |
| Ciganos                      | 262,501    | 1.5  |
| Turcos                       | 154,772    | 0.9  |
| Gagaúzes                     | 105,750    | 0.6  |
| Checos e Eslovacos           | 51,842     | 0.3  |
| Sérvios, Croatas e Eslovenos | 51,062     | 0.3  |
| Poloneses                    | 48,310     | 0.3  |
| Gregos                       | 26,495     | 0.1  |
| Tártaros                     | 22,141     | 0.1  |
| Armênios                     | 15,544     | 0.0  |
| Hutsuls                      | 12,456     | 0.0  |
| Albaneses                    | 4,670      | 0.0  |
| Outros                       | 56,355     | 0.3  |
| Não declarado                | 7,114      | 0.0  |
| Total                        | 18,057,028 | 100  |

### Cidades

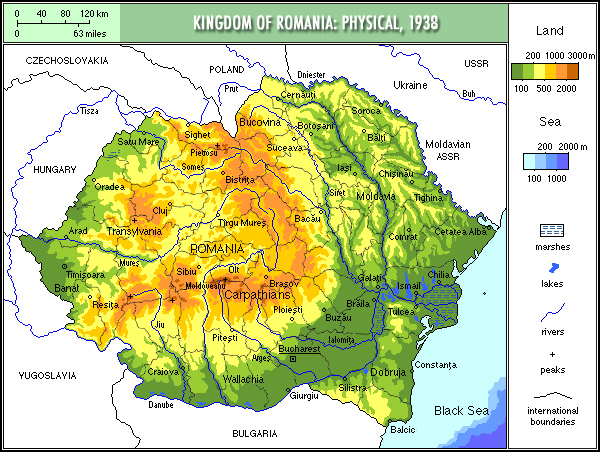
Mapa físico da Romênia em 1939

Maiores cidades segundo o censo de 1930:
| Classificação                                   | Nome                                    | População          |
| ----------------------------------------------- | --------------------------------------- | ------------------ |
| 1                                               | Bucareste                               | 570.881 (639.0401) |
| 2                                               | Chișinău (agora localizada na Moldávia) | 114.896            |
| 3                                               | Cernăuți (agora localizado na Ucrânia)  | 112.427            |
| 4                                               | Iaşi                                    | 102.872            |
| 5                                               | Cluj                                    | 100.844            |
| 6                                               | Galaţi                                  | 100.611            |
| 7                                               | Timisoara                               | 91.580             |
| Notas: 1 - incluindo 12 comunidades suburbanas. |                                         |                    |

Duas das sete maiores cidades da Romênia em 1930 estão atualmente localizadas fora do país, como resultado das mudanças de fronteira da Segunda Guerra Mundial.

### Educação

Taxa de alfabetização na Romênia entreguerras (1930)

Embora a nobreza romena tivesse uma longa tradição de enviar seus filhos para as melhores escolas da Europa, os instruídos eram uma pequena minoria. A Transilvânia tinha a população mais educada da Grande Romênia, enquanto a Bessarábia tinha o pior desempenho. Embora legalmente todos os romenos fossem obrigados a passar por pelo menos quatro anos de escolaridade, na prática poucos o faziam e o sistema foi criado para separar aqueles que iriam para o ensino superior daqueles que não iriam. Embora isso fosse parcialmente necessário devido aos recursos limitados, garantiu que os camponeses quase não tivessem chance de obter educação. 
O ensino médio e superior na Romênia foram modelados segundo o sistema francês. Os alunos seguiram um currículo rígido baseado nas artes liberais. A Romênia sofria do mesmo problema que o resto da Europa Oriental: a maioria dos estudantes, vindos de origens aristocráticas, preferia estudar disciplinas como teologia, filosofia, literatura e belas artes em vez de ciências, negócios e engenharia. 

## Divisão administrativa
Após a independência, o Antigo Reino Romeno foi dividido em 33 condados. 
Após a Primeira Guerra Mundial, como resultado da lei de unificação administrativa de 1925, o território foi dividido em 71 condados, 489 distritos (plăși) e 8.879 comunas. 
Em 1938, o Rei Carlos II promulgou uma nova Constituição e, posteriormente, mudou a divisão administrativa do território romeno. Dez ținuturi (tradução aproximada: "terras") foram criados (pela fusão dos condados) para serem governados por rezidenți regali (tradução aproximada: "residentes reais") - nomeados diretamente pelo rei. Essa reforma administrativa não durou e os condados foram restabelecidos após a queda do regime de Carlos. 

### Mapas

Mapa administrativo da Romênia em 1881–1913
Mapa administrativo da Romênia em 1925–1938
Regiões (Ținuturi) da Romênia em 1938–1940
Romênia em 1942
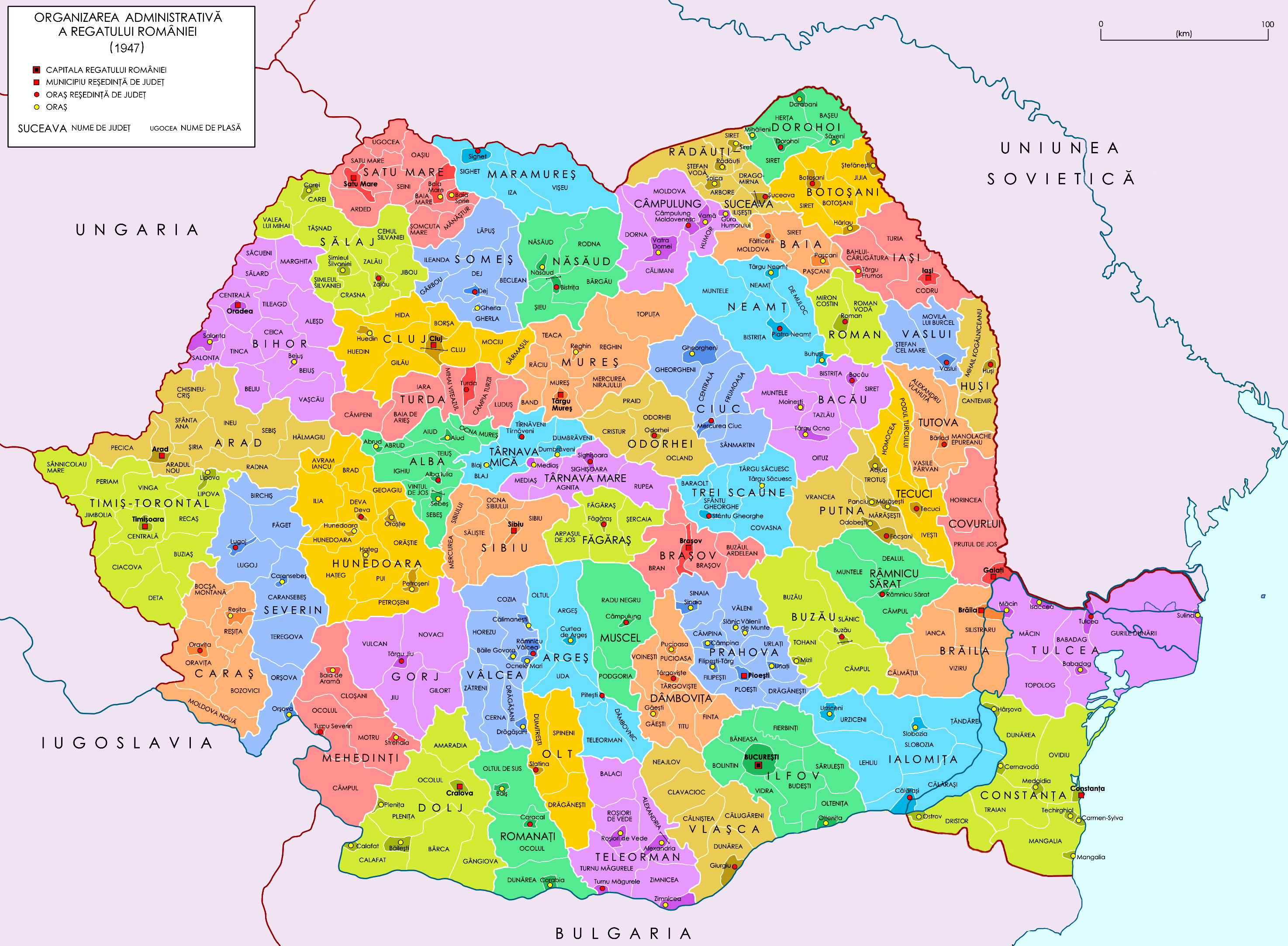
Reino da Romênia em 1947

## Linha do tempo (1859–1940)
| • 1859 – | Alexandre João Cuza une a Moldávia e a Valáquia sob o seu governo pessoal. |
| • 1862 – | União formal da Moldávia e da Valáquia para formar o principado da Romênia. |
| • 1866 – | Cuza é forçado a abdicar e uma dinastia estrangeira é estabelecida. Carlos I assina a primeira Constituição moderna. |

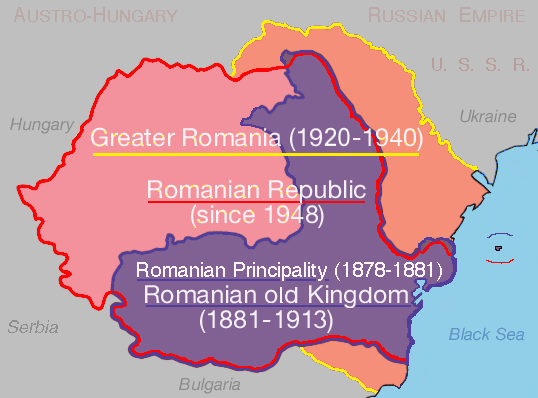
Território romeno durante o século XX: roxo indica o Reino Antigo antes de 1913, laranja indica áreas da Grande Romênia que se juntaram ou foram anexadas após a Segunda Guerra Balcânica e a Primeira Guerra Mundial, mas foram perdidas após a Segunda Guerra Mundial, e rosa indica áreas que se juntaram à Romênia após a Primeira Guerra Mundial e permaneceram assim após a Segunda Guerra Mundial.

Cronologia das fronteiras da Romênia entre 1859 e 2010

| • 1877 – | - 16 de abril. Tratado pelo qual as tropas russas estão autorizadas a passar pelo território romeno - 24 de abril. A Rússia declara guerra ao Império Otomano e suas tropas entram na Romênia - 9 de maio. A independência da Romênia é declarada pelo parlamento romeno, e a Guerra da Independência da Romênia começa. - 10 de maio. Carlos I ratifica a declaração de independência |
| • 1878 – | Pelo Tratado de Berlim, o Império Otomano reconhece a independência da Romênia. A Romênia cedeu o sul da Bessarábia à Rússia. |
| • 1881 – | Carlos I foi proclamado Rei da Romênia em 14 de março. |
| • 1894 – | Líderes dos romenos da Transilvânia que enviaram um memorando ao imperador austríaco exigindo direitos nacionais para os romenos são considerados culpados de traição. |
| • 1907 – | Revoltas violentas de camponeses foram esmagadas por toda a Romênia, matando milhares de pessoas. |
| • 1914 – | Morte de Carlos I, sucedido por seu sobrinho Fernando. |
| • 1916 – | - Agosto. A Romênia entra na Primeira Guerra Mundial do lado da Entente. - Dezembro. Tesouro romeno enviado à Rússia para custódia, mas apreendido pelos soviéticos depois que o exército romeno se recusou a se retirar da Bessarábia. |
| • 1918 – | - 27 de março. A união da Bessarábia com a Romênia é proclamada. - 28 de novembro. A união da Bucovina com a Romênia é declarada. - 1 de dezembro. A união da Transilvânia com a Romênia é declarada. Este dia conclui uma série de unificações entre o Reino da Romênia e suas regiões históricas reivindicadas. No entanto, os termos dessas proclamações (e, subsequentemente, a materialização do ideal da Grande Romênia) só seriam reconhecidos de fato dois anos depois, após o Tratado de Trianon. - Pelo Tratado de Versalhes, a Romênia concordou em conceder cidadania aos antigos cidadãos dos impérios russo e austro-húngaro que viviam nos novos territórios romenos. |
| • 1919 – | - Um conflito militar ocorre entre a Romênia e a República Soviética Húngara, liderada por Béla Kun. O exército romeno toma Budapeste em 4 de agosto de 1919. A cidade é governada por uma administração militar até 16 de novembro de 1919. - O Tratado de Saint-Germain-en-Laye atribui oficialmente a Bucovina à Romênia. |
| • 1920 – | - O Tratado de Trianon atribui oficialmente a Transilvânia, Banat e Partium à Romênia. - Iniciada a aliança da Pequena Entente com a Tchecoslováquia e a Iugoslávia. |
| • 1921 – | - Uma grande e radical reforma agrária. - Aliança polaco-romena estabelecida. |
| • 1923 – | - A Constituição de 1923 é adotada com base em um projeto do Partido Liberal Nacional. - Fundação da Liga de Defesa Nacional-Cristã (LANC). |
| • 1924 – | Membro do LANC (mais tarde fundador da Guarda de Ferro) Corneliu Zelea Codreanu assassina o prefeito de polícia em Iași, mas é absolvido. |
| • 1926 – | - Lei Eleitoral Liberal adotada. - Tratado Franco-Romeno. |
| • 1927 – | - O Partido Nacional dos Camponeses assume o governo do Partido Nacional Liberal. - A Legião do Arcanjo Miguel, mais tarde a Guarda de Ferro, se separa da LANC. - Miguel (Mihai) se torna rei sob um regime de regência. |
| • 1929 – | Início da Grande Depressão no mundo e na Romênia. |
| • 1930 – | Carlos II é coroado rei. |
| • 1931 – | Primeira proibição da Guarda de Ferro. |
| • 1933 – | - 16 de fevereiro. Greve das oficinas ferroviárias de Grivița é violentamente reprimida pela polícia. - 10 de dezembro. O primeiro-ministro Ion Duca "dissolve" a Guarda de Ferro, prendendo milhares; 19 dias depois, ele é assassinado por legionários da Guarda de Ferro. |
| • 1935 – | O LANC e o Partido Agrário Nacional se fundem para formar o fascista Partido Cristão Nacional (NCP). |
| • 1937 – | - "Pacto de não agressão" eleitoral entre o Partido Nacional dos Camponeses e a Guarda de Ferro, que posteriormente incluiu a União Agrária. O Partido Comunista Romeno denuncia o pacto, mas, na prática, apoia os Nacional-Camponeses. - O LANC forma o governo, mas rapidamente entra em conflito com Carlos II por causa de sua amante judia. |
| • 1938 – | - 10 de fevereiro. Ditadura real declarada. Nova constituição adotada em 27 de fevereiro. - 29–30 de novembro. O líder da Guarda de Ferro, Codreanu, e outros legionários foram fuzilados por ordem do Rei. |
| • 1939 – | - 7 de março. Armand Călinescu forma um governo. - 23 de agosto. O Pacto Molotov-Ribbentrop estipula o "interesse" soviético na Bessarábia. - 1 de setembro. Alemanha e União Soviética invadem a Polônia. Início da Segunda Guerra Mundial. - 21 de setembro. Călinescu assassinado por legionários da Guarda de Ferro. |
| • 1940 – | - 6 de setembro. Após a abdicação forçada do Rei Carlos II, seu filho Miguel I, de 19 anos, assume o trono, sendo obrigado a conceder poderes ditatoriais ao Primeiro-ministro e Conducător Ion Antonescu. - 14 de setembro. O Reino da Romênia é suplantado por uma ditadura de curta duração chamada Estado Legionário Nacional. |

- Seleção de jornais do Reino da Romênia
- Alegătorul liber, 23 de janeiro de 1875
- Bukarester Tagblatt, 10 de agosto de 1880 (em alemão)
- Voința naționala, 1º de novembro de 1884
- Opinia, 22 de agosto de 1913

## Monarcas

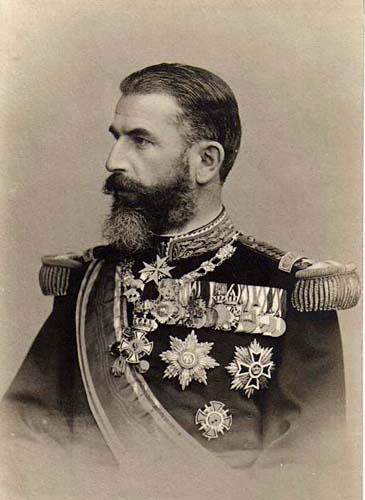
Rei Carlos I (1881–1914)
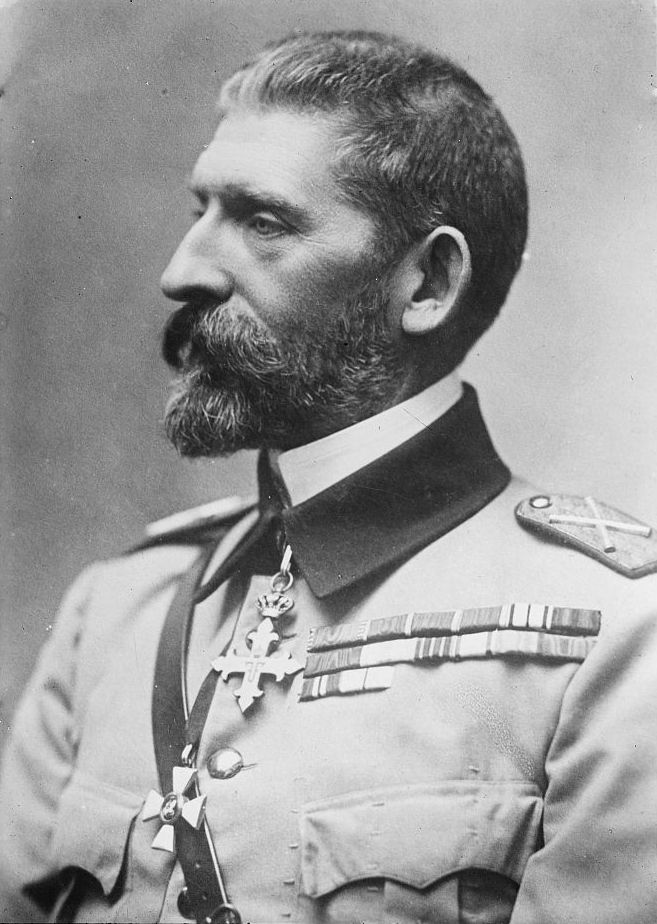
Rei Fernando I (1914–1927)
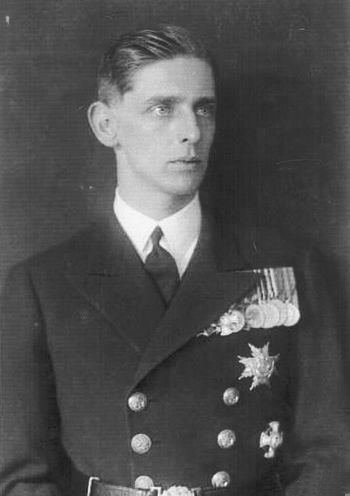
Príncipe Nicolau (Regente) (1927–1930)
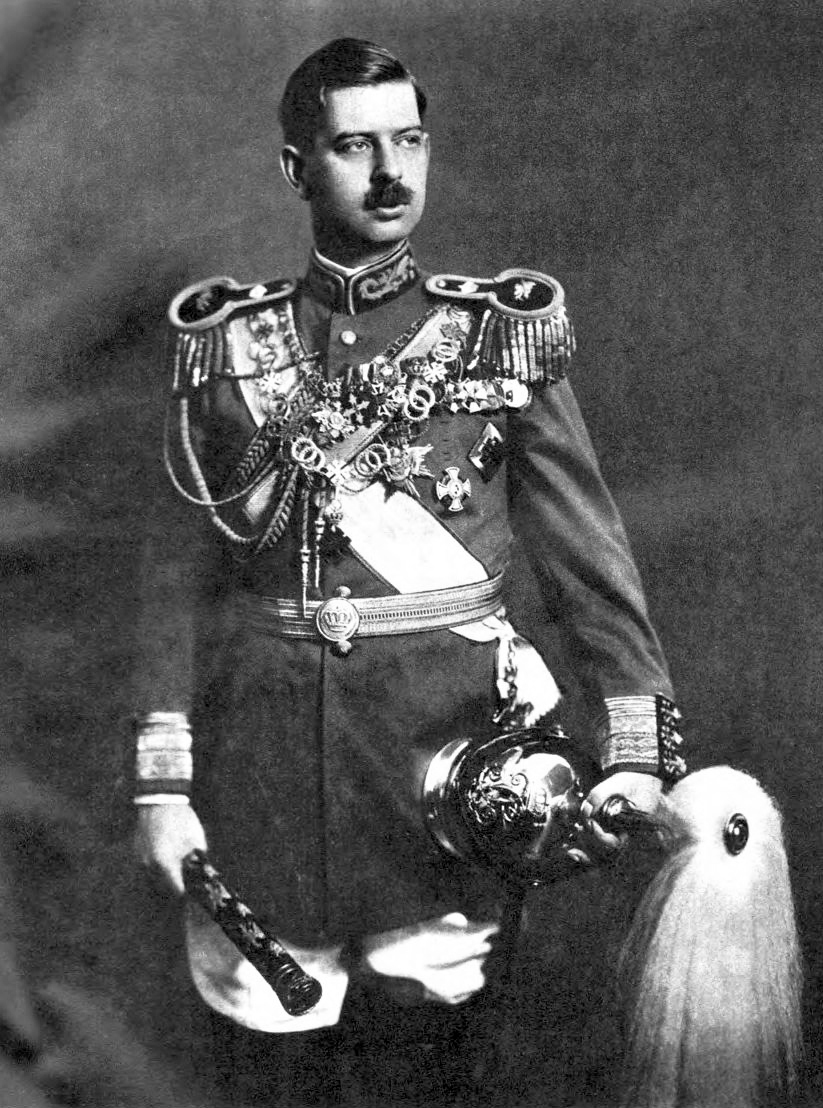
Rei Carlos II (1930–1940)
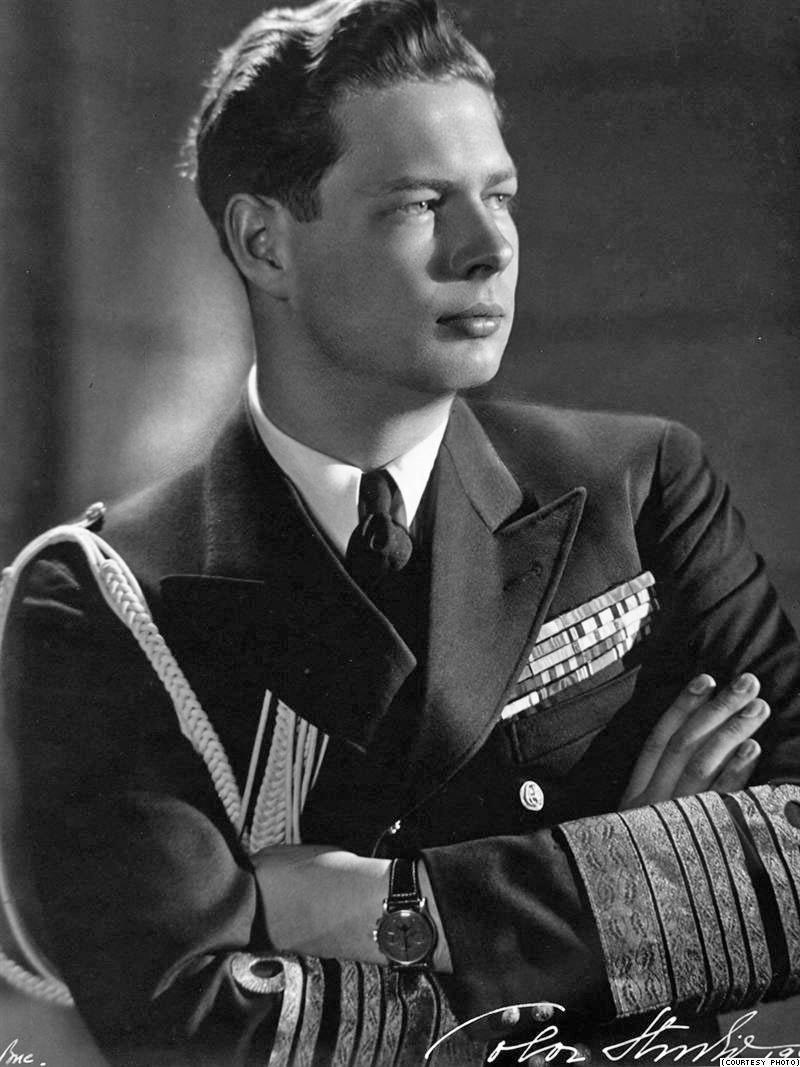
Rei Miguel I (1927–1930; 1940–1947)

### Reis da Romênia (1881–1947)
| Nome (Nome em romeno)          | Retrato | Nascimento-Morte                                        | Início do Reinado     | Fim do Reinado         | Família                  | Notas                                                                                                  |
| ------------------------------ | ------- | ------------------------------------------------------- | --------------------- | ---------------------- | ------------------------ | --- |
| Carlos I Carlos                |         | 20 de abril de 1839 – 10 de outubro de 1914 (75 anos)   | 15 de março de 1881   | 10 de outubro de 1914  | Hohenzollern-Sigmaringen | Príncipe Carlos de Hohenzollern-Sigmaringen eleito Príncipe Soberano da Romênia em 20 de abril de 1866 |
| Fernando I Ferdinand           |         | 24 de agosto de 1865 – 20 de julho de 1927 (61 anos)    | 10 de outubro de 1914 | 20 de julho de 1927    | Hohenzollern-Sigmaringen | Sobrinho de Carlos I                                                                                   |
| Miguel I (1º Reinado)[b] Mihai |         | 25 de outubro de 1921 – 5 de dezembro de 2017 (96 anos) | 20 de julho de 1927   | 8 de junho de 1930     | Hohenzollern-Sigmaringen | Neto de Fernando I                                                                                     |
| Carlos II                      |         | 15 de outubro de 1893 – 4 de abril de 1953 (59 anos)    | 8 de junho de 1930    | 6 de setembro de 1940  | Hohenzollern-Sigmaringen | Filho de Fernando I                                                                                    |
| Miguel I (2º Reinado)[c] Mihai |         | 25 de outubro de 1921 – 5 de dezembro de 2017 (96 anos) | 6 de setembro de 1940 | 30 de dezembro de 1947 | Hohenzollern-Sigmaringen | Filho de Carlos II; Restaurado                                                                         |

### Rainhas Consortes da Romênia
| Nome (Nome em romeno) | Retrato | Nascimento-Morte                                      | Início do Reinado     | Fim do Reinado        | Família                                                         | Notas                                                                      |
| --------------------- | ------- | ----------------------------------------------------- | --------------------- | --------------------- | --------------------------------------------------------------- | -------------------------------------------------------------------------- |
| Isabel Elisabeta      |         | 29 de dezembro de 1843 – 2 de março de 1916 (72 anos) | 15 de março de 1881   | 10 de outubro de 1914 | Wied                                                            | Consorte do Rei Carlos I                                                   |
| Maria                 |         | 29 de outubro de 1875 – 18 de julho de 1938 (62 anos) | 10 de outubro de 1914 | 20 de julho de 1927   | Saxe-Coburgo-Gota                                               | Consorte do Rei Fernando                                                   |
| Miguel I Elena        |         | 2 de maio de 1896 – 28 de novembro de 1982 (86 anos)  |                       |                       | Grécia e Dinamarca (Eslésvico-Holsácia-Sonderburgo-Glücksburgo) | Consorte do Príncipe Herdeiro Carlos Rainha Mãe na 2ª ascensão de Miguel I |

#### Linha do tempo
Esta é uma linha do tempo gráfica do tempo de vida de cada rei e herdeiro do trono romeno.

## Estandartes Reais

Estandarte Real (1881–1922)
Estandarte Real (1922–1947)